# Бергоуст, Эрик
Эрик Бергоуст (англ. Eric Bergoust; род. 27 августа 1969) — бывший американский фристайлист, специализировавшийся в лыжной акробатике. Чемпион мира, двукратный обладатель Кубка мира по фристайлу в зачёте акробатики. Олимпийский чемпион 1998 года.

## Карьера
В детстве Эрик Бергоуст мечтал стать каскадёром или пилотом истребителя, однако потом увлёкся занятиями фристайлом, который совмещал в себе экстремальность и высокие требования к физической подготовке. При этом Эрик выбрал самую сложную и зрелищную дисциплину фристайла — лыжную акробатику.
Выступать на международных стартах американец начал ещё в те времена, когда фристайл не являлся олимпийским видом спорта. Впервые на подиум Кубка мира попал в декабре 1991 года на этапе в швейцарском Церматте, где стал вторым. Спустя месяц выиграл домашний этап в Брекенридже.
На Олимпийских играх 1994 года американец выступал не восстановившись в полной мере после травмы колена, что не позволило ему бороться за медали. В итоговом протоколе он расположился на седьмом месте. В 1997 году на чемпионате мира в Японии завоевал серебряную медаль.
Через год на том же трамплине, но уже в рамках Олимпиады Бергоусту не было равных. В первом прыжке он показал рекордный результат 133,05, который оставался олимпийским рекордом вплоть до Игр в Сочи, когда его превзошёл белорус Антон Кушнир, получивший за свой прыжок 134,50 балла.
В 1999 году на мировом первенстве в Швейцарии американец подтвердил звание сильнейшего спортсмена мира, завоевав золото. В сезонах 2000/01 и 2001/02 Бергоуст завоёвывал малый хрустальный глобус в зачёте акробатики.
Несмотря на доминирование в Кубке мира американец неудачно выступил на домашней Олимпиаде. Он лидировал после первой попытки, но во второй прыгнул неудачно, упал и откатился на последнее, 12-е место.
На четвёртой в карьере Олимпиаде в Турине стал 17-м, после чего завершил спортивную карьеру.